# Lycée Saint-Louis-de-Gonzague
El liceu Saint-Louis-de-Gonzague (Lycée Saint-Louis-de-Gonzague) és un establiment d'ensenyament catòlic privat en virtut d'un contracte d'associació amb l'Estat, comunament anomenat "Franklin" en referència al carrer on es troba, al 16è districte de París. Fundat l'any 1894, es troba sota la supervisió dels jesuïtes i imparteix educació des del parvulari fins a les classes preparatòries. És conegut per la seva excel·lència acadèmica.
La majoria dels estudiants opten per continuar els seus estudis en classes preparatòries com Lycée privé Sainte-Geneviève, Collège Stanislas o Lycée Janson-de-Sailly. Aleshores, acostumen a passar a la Grande École francesa de primer nivell com HEC Paris, ESSEC, ESCP (per a estudis empresarials i de gestió) o l'École Polytechnique, CentraleSupélec (per a estudis d'enginyeria i ciències). Franklin també té una alta taxa d'admissió a Sciences Po Paris, on els estudiants segueixen estudis de polítiques públiques i ciències socials. Els estudiants que volen estudiar dret solen ser admesos a la Universitat de Panteó-Assas o, per obtenir un títol de medicina, són admesos a la Universitat París Cité, tots dos considerats els millors de França en el seu camp.

## Ex-alumnes famosos
- Michel Galabru, un actor francès
- Bruno Le Maire, un polític francès que va ocupar el lloc de Ministre d'economia i finances el 2017 en el govern d'Édouard Philippe i el juliol del 2020 l'ocupa en el Govern Jean Castex
- Régis Wargnier, un director de cinema, productor, guionista, actor i compositor de música cinematogràfica francès